# G.E.E.Kの気まぐれフルコース
『G.E.E.Kの気まぐれフルコース』は、2018年4月2日から2020年12月28日まで毎週月曜日の25時30分からエフエム北海道で放送されていた、ラジオ番組。